# Brno-Centre
Brno-Centre (Brno-střed) est depuis 24 novembre 1990, l'un des 29 quartiers de la ville de Brno. Situé au confluent des deux rivières Svratka et Svitava, et d'une superficie de 1503 ha, son territoire coïncide avec le territoire de la ville de Brno, dans les années 1850-1919. Il couvre toute la ville de Brno Ville (Město Brno), Vieux Brno (Staré Brno), Štýřice, Veveri, Stranice, et certaines parties de Pisárky, Trnitá et Zábrdovice.

## Géographie
Brno-centre est un quartier dense, mais avec de nombreuses maisons anciennes. D'ailleurs le plus vieux bâtiment à Brno se situe dans le centre historique de Brno. Il y a aussi des bâtiments modernes de grande hauteur et des tours d'habitations. Dominant la ville, la cathédrale Saint-Pierre-et-Saint-Paul (également connu sous le nom Petrov), fait face à la forteresse du Spielberg (Špilberk). 
C'est le centre administratif, économique et culturel de Brno. Brno-Centre abrite de nombreux bureaux et institutions, de nombreuses écoles primaires, secondaires et des lycées, ainsi que de nombreuses entreprises et commerces. 
C'est aussi le centre des transports urbains de la ville.

## Transports
Brno-centre est, due à son emplacement dans le centre de Brno, une importante plaque tournante du transport, avec ses autobus, tramway et lignes de trolley, mais également un certain nombre de lignes de bus nationaux et internationaux, le rail et le transport de fret. 

## Économie
Brno-centre est aussi le cœur économique de Brno. Il existe un certain nombre d'entreprises, nombreux magasins, boutiques de luxe, hypermarchés  et centres commerciaux. Brno-centre est surtout le quartier de nombreuses agences bancaires ainsi que la Banque nationale tchèque.

## Culture
Brno-centre est le siège de grandes institutions culturelles comme le Musée de Moravie, Galerie de Moravie, les théâtres de la ville, Théâtre Janáček, Théâtre Mahen, Reduta, Théâtre Husa na provázku...
Il y a également l'observatoire et le planétarium, la Bibliothèque de Moravie et beaucoup d'autres.
Chaque année se déroule un festival international de feu d'artifice de Ignis Brunensis.